# Vestalka
Vestalka (lat. Virgo Vestalis ili samo Vestalis) ili vestalinka svećenica je hrama Veste (gr. Hestije), rimske boginje ognjišta. 
Jedna joj je od dužnosti bila da na hramskom žrtveniku održava vatru koja je neprestance morala gorjeti; gdjekad se vidi kako na nju lože cjepanice. Zaklela bi se na potpuno spolno suzdržavanje; koja bi prekršila zavjet, po sudu bi je živu sahranili, pa se i ta tema ponekad prikazuje. Dvije su svećenice posebno ušle u legendu, Tukcija i Klaudija. Obje su bile optužene zbog ogrešenja o zavjet, i obje su, na razne načine, dokazale nedužnost pomoću čuda. Sv. Augustin omalovažavao ih je jer su bile poganke; srednjovjekovna je Crkva ipak u njima gledala prefiguracije Djevice Marije, pa djelomično i tome valja zahvaliti što su preživjele u umjetnosti.

## Vanjske poveznice
|  | Zajednički poslužitelj ima još gradiva o temi Virgo vestalis maxima |